# Nimium ne crede colori
La locuzione latina Nimium ne crede colori, tradotta letteralmente, significa non fidarti troppo del colore. (Virgilio, Bucoliche, Egl. II).
In senso traslato, la locuzione invita a non credere alla prima impressione, alle apparenze.

Molte volte è il caso di ripetere l'esclamazione della volpe di Fedro alla maschera: "O quanta species!... cerebrum non habet". Quindi è necessario usare prudenza nel giudicare.  